# 5442-es mellékút (Magyarország)
Az 5442-es mellékút egy közel 5,5 kilométeres hosszúságú, négy számjegyű mellékút Bács-Kiskun vármegye területén; Csólyospálostól vezet Kömpöc központjáig.

## Nyomvonala
Csólyospálos külterületén, a központjától bő másfél, a legnyugatibb házaitól mintegy 800 méterre nyugatra indul, az 5405-ös útból kiágazva, annak a 38+900-as kilométerszelvényénél, észak-északkeleti irányban. 3,9 kilométer után egy kisebb irányváltása következik, némileg keletebbnek fordul, s ugyanott átlépi Kömpöc határát. E község belterületének szélét majdnem pontosan az ötödik kilométerénél éri el, települési neve itt Petőfi Sándor utca lesz. Végighalad a falu központján, majd annak északkeleti részén véget is ér, beletorkollva az 5411-es útba, annak a 9+350-es kilométerszelvényénél.
Teljes hossza, az országos közutak térképes nyilvántartását szolgáló kira.gov.hu adatbázisa szerint 5,475 kilométer.

## Települések az út mentén
- Csólyospálos
- Kömpöc